# 盾片蛇菰
盾片蛇菰（学名：Rhopalocnemis phalloides）是蛇菰科盾片蛇菰属的植物。分布在尼泊尔、印度尼西亚、越南、印度、柬埔寨、锡金以及中国大陆的广西、云南等地，生长于海拔1,000米至2,700米的地区，多生在潮湿的密林及灌丛中，目前尚未由人工引种栽培。